# Moldaeroservice
Moldaeroservice (code OACI : MLE) est la compagnie aérienne et à la fois l'opérateur aéroportuaire nationale moldave, fondée en 1966 à Bălți au siège historique de l'Aéroport Bălți-Ville au 12 strada Aerodromului près du quartier "Autogara". La compagnie est organisée juridiquement comme une entreprise publique (roumain : Întreprinderea de Stat "Moldaeroservice", russe : Молдаэросервис, abréviation: roumain : Î.S. Moldaeroservice) — entreprise publique[Comment ?].
Moldaeroservice fondée à Bălți, est devenue le plus important fournisseur de services d'aviation en Moldavie et l'une des plus grandes entreprises d'aviation en Moldavie avec environ 500 employés Fondée en 1966, la société a été réformée sous son nom actuel en 1996. Moldaeroservice fournit des services de compagnie aérienne et d'opérateur d'aéroports, en utilisant ses propres avions et hélicoptères qui effectuent des vols dans l'espace aérien de la Moldavie et à l'étranger. Les services de Moldaeroservice comprennent également des services de trafic aérien, l'exploitation de deux aéroports à Bălți (l'Aéroport Bălți-Ville et l'Aéroport international de Bălți-Leadoveni) et une compagnie aérienne avec des subdivisions à l'Aéroport international de Chișinău aujourd'hui et plus tôt aux aérodromes de Bender et Soroca.
Moldaeroservice opère aujourd'hui à partir de ses bases principales à l'aéroport de l'Aéroport Bălți-Ville et à l'Aéroport international de Bălți-Leadoveni et à partir de l'Aéroport international de Chișinău, avec des hubs opérés auparavant aux aérodromes de Bender et Soroca.
Pendant plus de 45 ans depuis sa fondation, Moldaeroservice est devenu l'un des fournisseurs les plus expérimentés de services d'aviation avec des hélicoptères Mi-2 et avions An-2 non seulement en Moldavie, mais aussi à l'étranger (Égypte, Algérie, Irak, Roumanie, Bulgarie, Turquie, Singapour et Corée du Sud). Bureaux secondaires à Chisinau (actuel) et Bender et Soroca (historique).
Le propriétaire fondateur actuel de Moldaeroservice est l'Agence de la propriété publique (roumain : Agenția Proprietății Publice), qui exerce ses droits de gestion par le biais du conseil d'administration et de l'administrateur.